# Traxtorm Records
Traxtorm Records — итальянский хардкор-техно-лейбл, расположенный в Пьольтелло, Милан, Ломбардия. Traxtorm Records также организует многочисленные фестивали и мероприятия. У лейбла имеется большое количество дочерних лейблов, последним из которых является Brutale. Traxtorm также организует и участвует в различных мероприятиях электронной музыки в Италии и за рубежом. В период с 1996 по 2009 год лейбл опубликовал серию сборников под названием Always Hardcore (на сегодняшний день 23 выпуска).

## История

### Дебюты
После многочисленных попыток сотрудничества с другими лейблами, расположенными в Италии, итальянский дуэт The Stunned Guys в 1995 году создал свой первый независимый лейбл, основанный исключительно на хардкоре. Их продукция имела огромное влияние во всем мире и особенно в Европе (Нидерланды, Бельгия, Испания, Франция, Швейцария, США, Канада, Хорватия), поэтому звучание Traxtorm быстро становится источником вдохновения для других продюсеров и лейблов (для например, суперхит под названием Thrillseeka, которому подражают сотни постановок).
В начале 2000-х Traxtorm вместе с D-Boy Black Label во главе с Digital Boy были одним из двух крупнейших итальянских хардкор-лейблов. В 2006 году была создана группа Traxtorm Gangstaz Allied как проект для всех артистов лейбла; В 2009 году группа выступила в Великобритании на шоу The Ultimate UV Glow Show.

### 2010-е годы
В 2011 году он также представил несколько смешанных подкастов продолжительностью примерно по часу каждый; этот формат используется для популяризации концепции Hardcore Italia. Traxtorm Records по-прежнему уделяет особое внимание виниловым пластинкам, но также продает свою музыку в Интернете в формате wav и качестве 320 кбит/с. 1 июня 2012 года лейбл представляет нового участника Placid K, а также его новый EP под названием Brush 'em Off, выпущенный на лейбл приветствует нового исполнителя — Advanced Dealer. В 2014 году Meccano Twins, Unexist и The Sickest Squad сформировали быстрый суб-лейбл Brutale, в результате которого появился сборник под названием Bru†ale.
В 2016 году лейбл выпустил дебютный студийный альбом AniMe Exterminate. В том же году она выпустила EP Sickness. В апреле 2018 года лейбл выпустил альбом Melodyst Our Life is Hardcore.

## Артисты
Traxtorm Records в настоящее время представляет артистов, в основном проживающих в Италии, а до 2013 года в их число входили Art of Fighters, Amnesys, DJ Mad Dog (Dogfight Records), AniMe, Nico e Tetta, The Sickest Squad, The Stunned Guys, Tommyknocker, Alien T и Unexist. Впоследствии будут подписаны контракты с новыми артистами/группами, такими как Placid K, Advanced Dealer, Radio Killah и The Melodyst (которые американская газета LA Weekly считает восходящими звездами лейбла). В 2000-е годы в нем также участвовали такие артисты/группы, как Core Pusher.

## Состав
- Alien T
- Amnesys
- DJ AniMe
- Art Of Fighters (Meccano Twins)
- DJ Mad Dog
- Nico Tetta
- The Stunned Guys
- Tommyknocker
- Unexist